# Неймовірно (Цілком таємно)
Неймовірно (англ. Improbable) — 13-й епізод дев'ятого сезону серіалу «Цілком таємно». Епізод не належить до «міфології серіалу» — це монстр тижня. Прем'єра в мережі «Фокс» відбулася 7 квітняя 2002 року.
У США серія отримала рейтинг Нільсена, рівний 5.1, це означає — в день виходу її подивилися 9.1 мільйона глядачів.

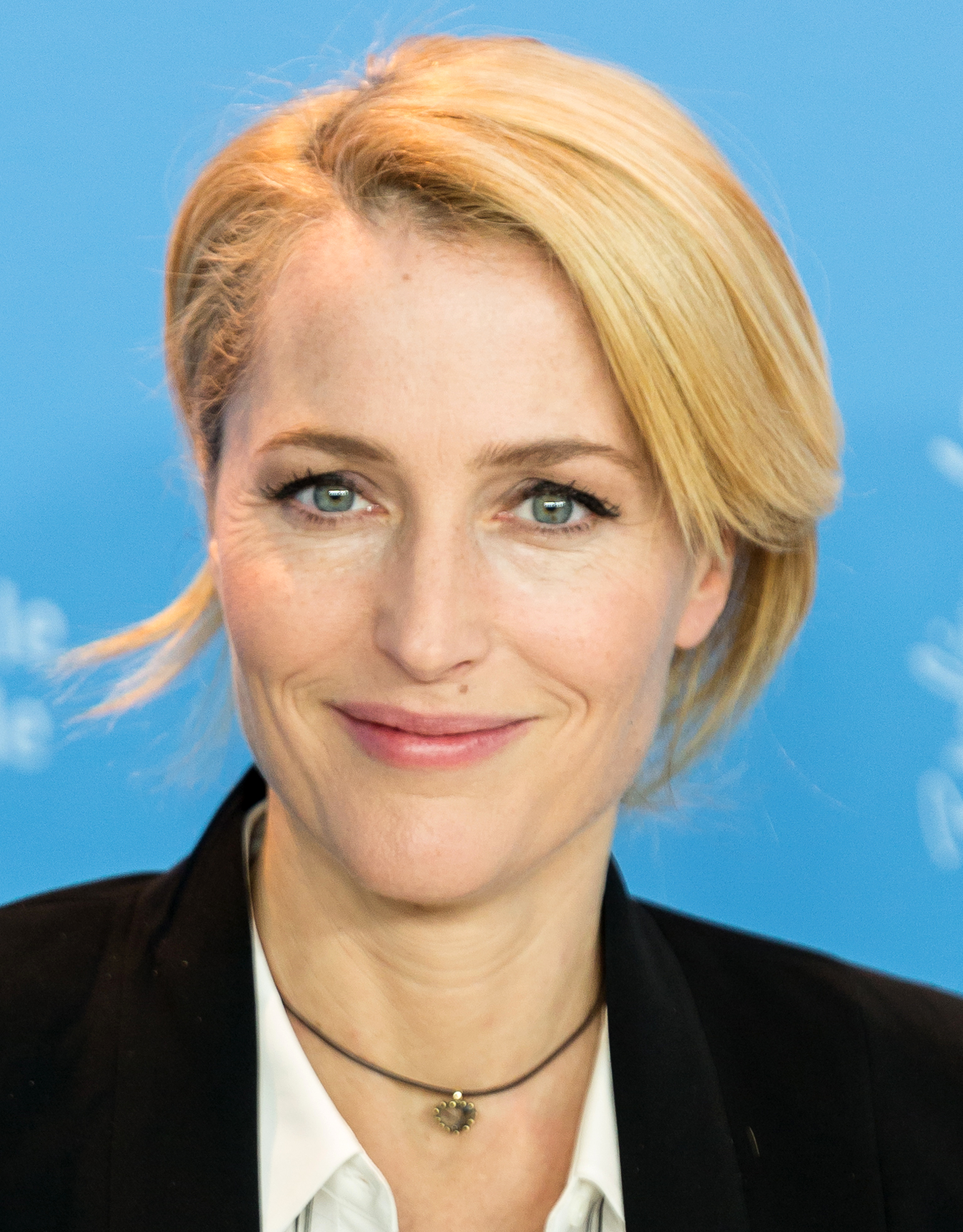

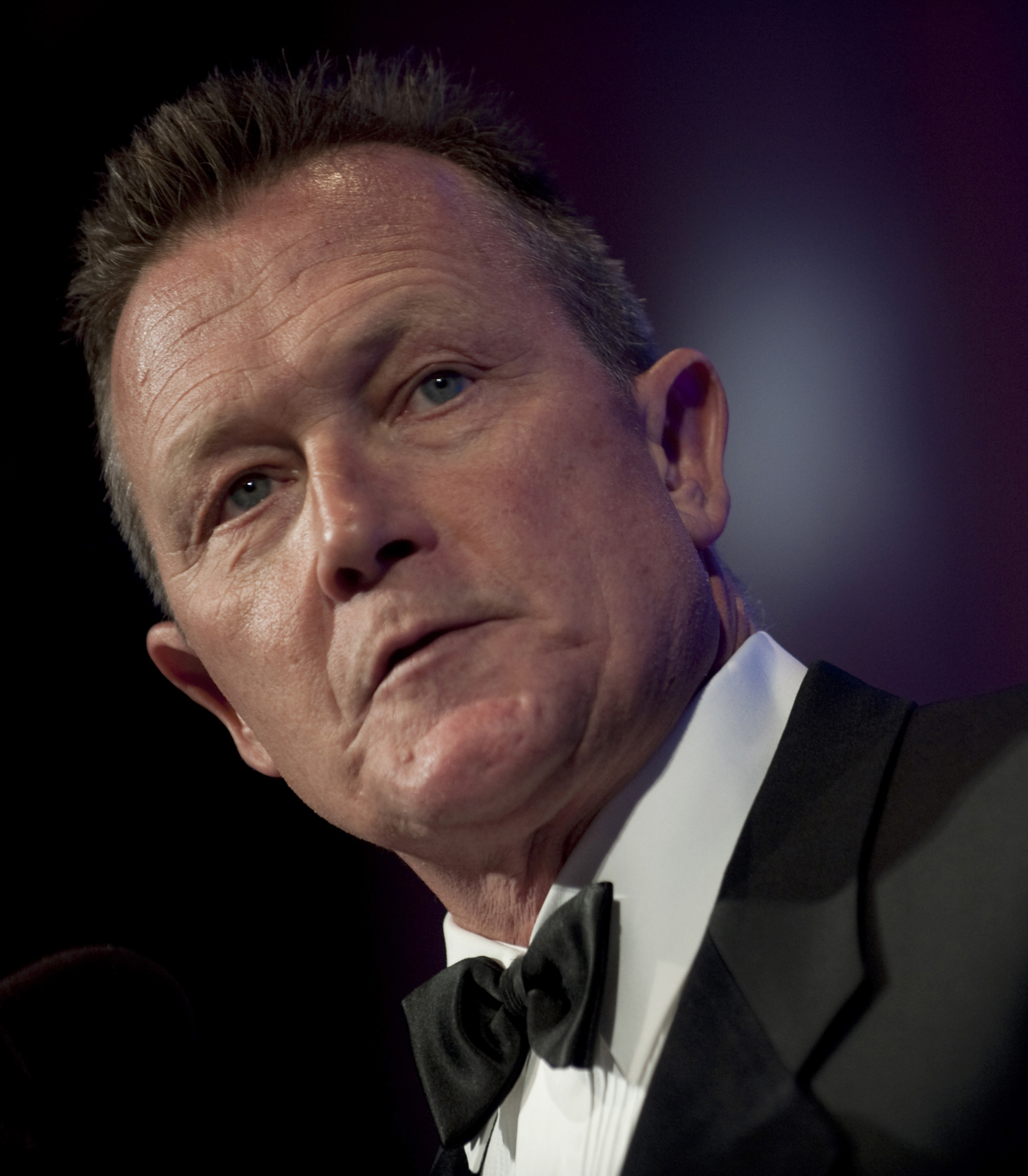

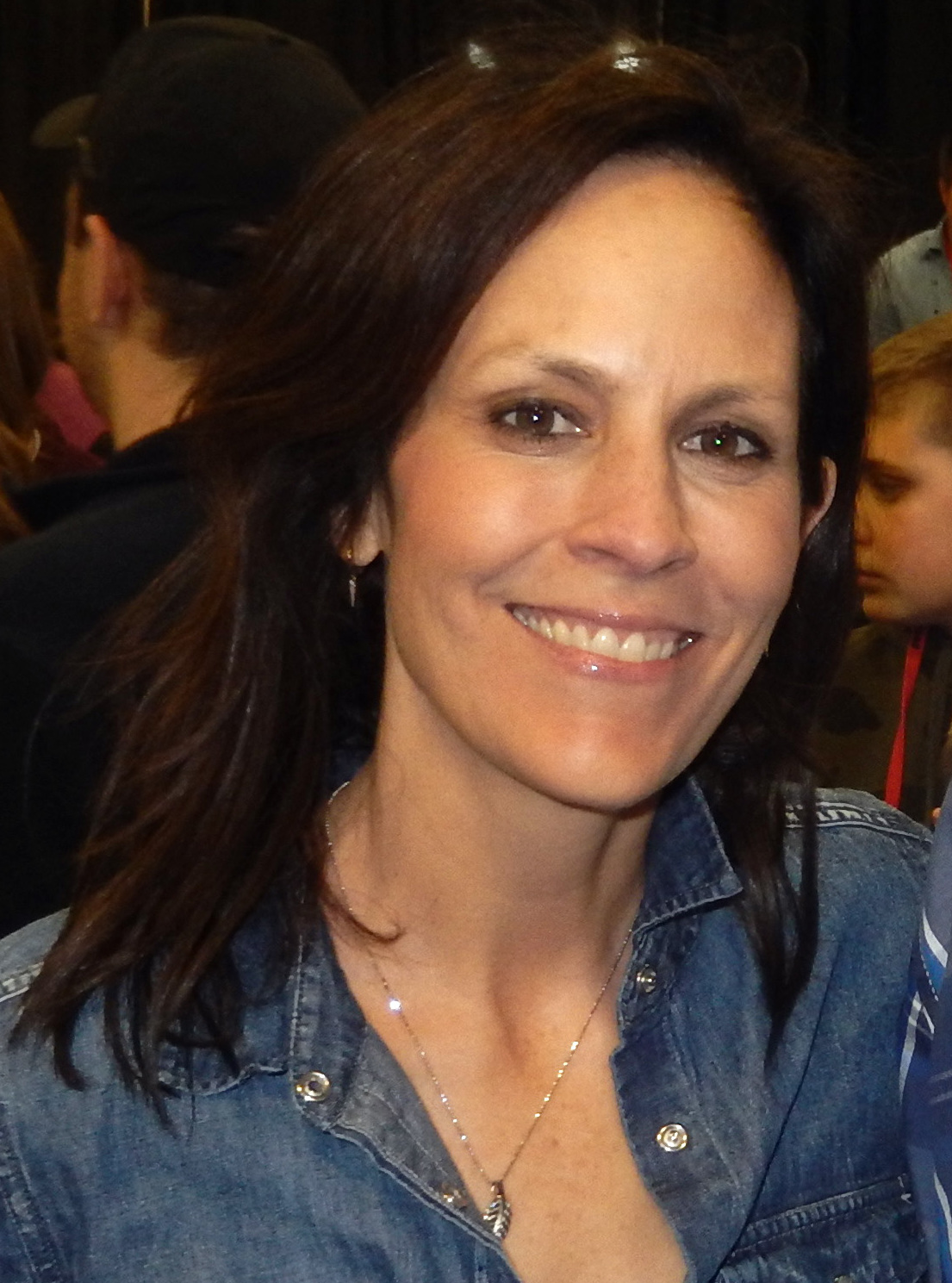

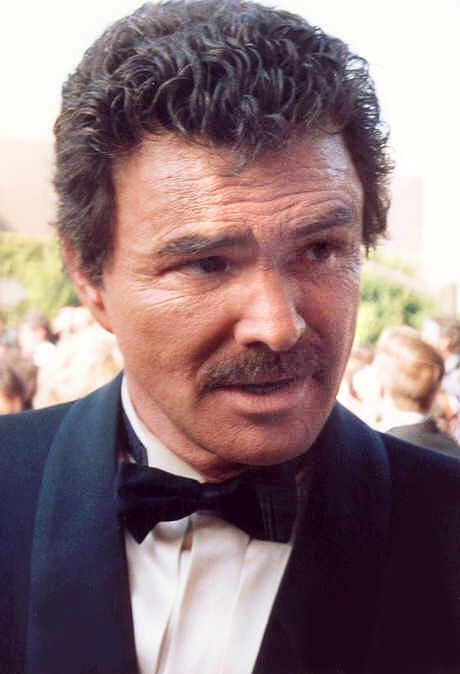

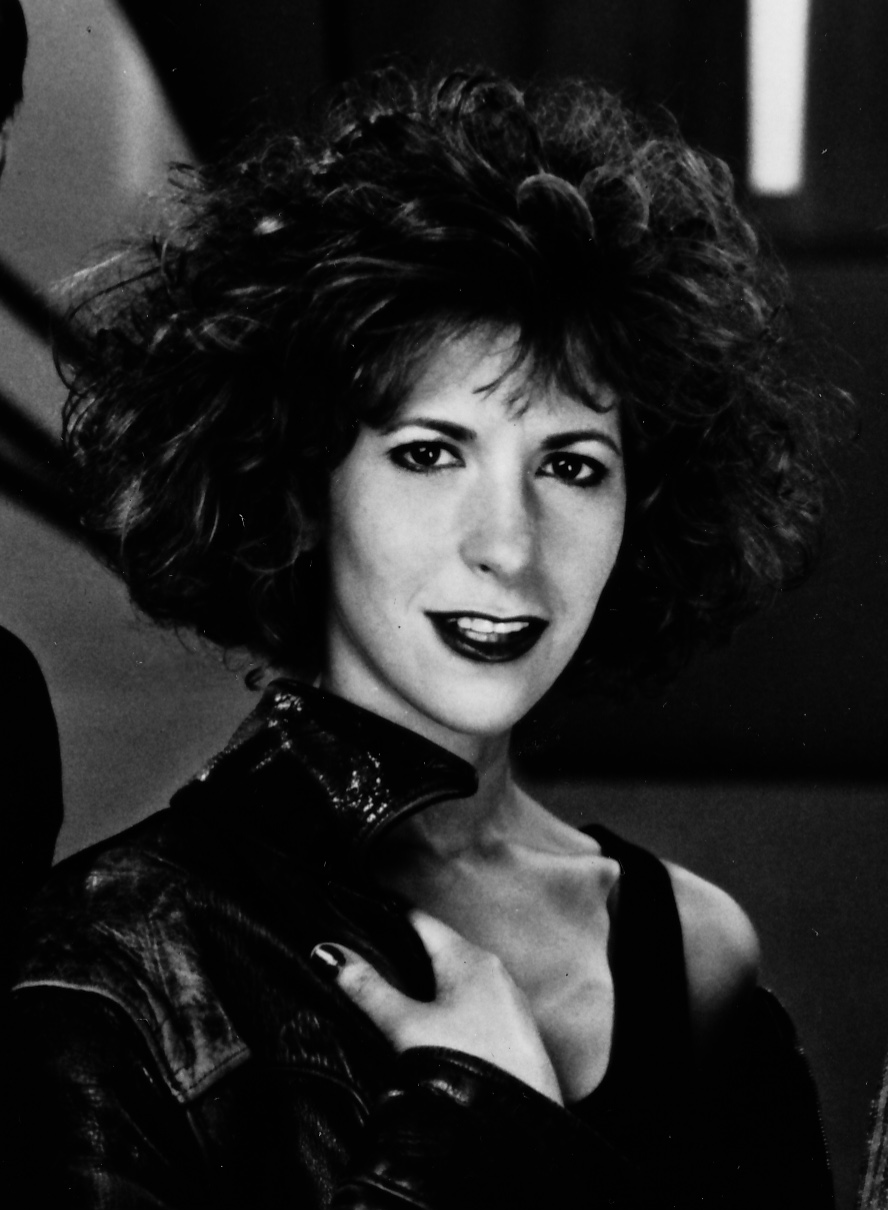

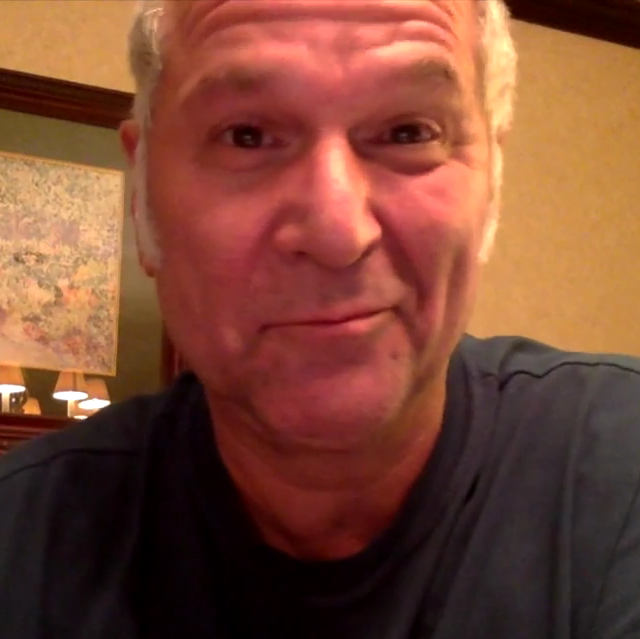

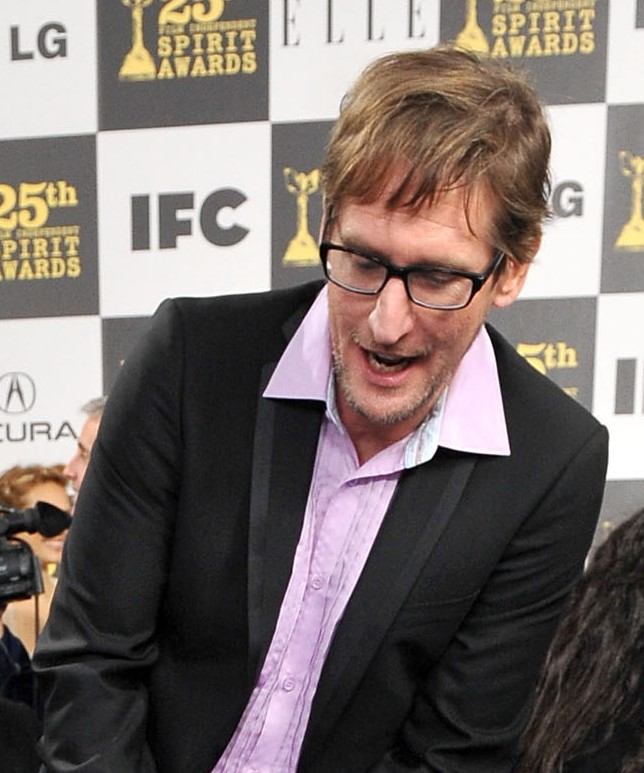

Рейєс разом із агентами розслідують справу серійного вбивці, який використовує нумерологію для вибору своїх жертв. Незабаром вона і Скаллі зустрічають незвичайну людину, яка може виявитися більшою завадою, ніж допомогою.

## Зміст
Бог любить тебе
У барі казино неприємний чоловік, відомий як Вейн, зустрічає таємничого чоловіка, який, здається, знає про нього багато. Таємничий чоловік говорить загадковим чином, але його слова, здається, не мають жодного значення для Вейна. Вейн вбиває жінку в туалеті казино невдовзі після того, як невідомець каже «здивувати його», покинувши казино, а не піти за ним.
Моніка Рейєс розслідує вбивство жінки як останню в серії справ, які, на її думку, пов'язані нумерологією. Вона розуміє, що коли додає цифри букв в іменах жертв з цифрами в датах їх народження, виникає закономірність. Пояснюючи справу Дейні, яка відкидає ідею про те, що нумерологія є актуальною або що світ можна розбити на одне просте рівняння, Скаллі виявляє іншу можливу підказку — сліди на кожній щоці жертви. Ці сліди схожі на три маленькі кола, ймовірно, відбити каблучки вбивці. Вейн бачить з вікна своєї кімнати таєсмничого чоловіка — той демонструє картярське уміння перехожим. Вейн виходить до гравця і після його порад перевертає столика та йде геть. Проконсультувавшись з нумерологом, який випадково має офіс у тому ж будинку, що й квартира вбивці, Рейєс пов'язує вбивства. Однак вбивця також знаходить нумеролога, вбиваючи її, коли вона розмовляє телефоном з Рейєс.
Нумерологічні теорії Рейєс не користуються успіхом у ФБР, але схема вбивств, якщо розглядати її на карті, ніби вибудовується як число шість. Подивившись на фотографії жертв, Скаллі розуміє, що візерунком на жертвах були не три кола, а три шістки, знак диявола. Тим часом у Вейна є кілька додаткових зіткнень із таємничим чоловіком, який продовжує давати загадкові поради.
Скаллі і Рейєс знову відвідують кабінет убитого нумеролога і зустрічають вбивцю в ліфті. Скаллі впізнає кільце на руці вбивці, коли агенти виходять з ліфта, і націлює на нього пістолет. Вбивця прослизає назад у ліфт і першим потрапляє на стоянку. Рейєс і Скаллі приїжджають тільки для того, щоб побачити автомобіль, який тікає з гаража, а ворота за ним зачиняються. Скаллі і Рейєс зачинені в гаражі без виходу, а їхні телефони не обслуговуються.
Вони бачать, що в машині ховається інша людина, і вимагають, щоб він вийшов. Це таємничий чоловік. Він каже, що зустрічається з другом, щоби пограти в шашки, але не знає, коли приїде його товарищ. У нього немає жодного посвідчення та нема телефону. Агентки вимагають від нього відкрити багажник. Усередині багато компакт-дисків — чоловік проголошує свою любов до музики — і шахова дошка. Щоб скоротити час, таємничий чоловік залучає Рейєс і Скаллі до гри в шашки. Вони грають кілька раундів. Рейєс зрештою розуміє, що кольори шашок (червоний і чорний) є сурогатами Скаллі (рудої) та неї самої (брюнетки). Агентки усвідомлюють, що остання жертва, нумерологиня (жертва номер 7) була блондинкою. І що вбивця вбив блондинку, потім руду, потім брюнетку. Таким чином, руда та брюнетка — очікувані кольори волосся двох наступних жертв. Скаллі і Рейєс також усвідомлюють, що, хоча — вони припускали — вбивця був у машині, яка виїхала з гаража, цілком можливо, що він все ще може бути в примішенні разом з ними. Скаллі і Рейєс починають пошуки, але їх заскочує вбивця, який вимикає світло, хапає Моніку і врешті-решт дістає її пістолет. Однак Доггетт, також розуміючи, що цифра «6» насправді є «9» і що вбивця має намір здіцснити ще 2 вбивства, прибуває вчасно, щоб застрелити його. Рейєс намагається запитати вбивцю, чому він зробив ці убивства. Вбивця починає вимовляти слово, але вмирає, не встигнувши поговорити з Рейєс. Тоді Скаллі і Рейєс розуміють, що таємничого чоловіка більше немає в гаражі.
Скаллі і Рейєс готуються до сну. Дейна раптом телефонує Моніці і запитує її, який їй присвоєний нумерологічний «номер». Рейєс повідомляє — «9», що означає — вона піднялася над іншими цифрами і розуміє, що в житті є більше, ніж цей світ. Годинник показує 21:09. У сусідньому італійському районі триває італійський фестиваль. Двоє чоловіків співають жартівливу пісню (Io Mammeta E Tu) корсиканською та ведуть натовп вулицями. Камера зменшує масштаб, щоб показати — вся околиця, якщо дивитися зверху, нагадує обличчя Берта, (натякаючи на те, що він може бути Богом).

## Зйомки
Пізніше Картер пояснив, що гумористичні епізоди були важливими для серіалу, особливо під час «чорного» дев'ятого сезону. Він міркував, що «є пригнічення, і тоді вам потрібно полегшити напругу». Використання чисел у цьому епізоді допомогло підкреслити ідею, «що нумерологія є важливою частиною нашого життя і відіграє певну роль, але вона насправді… ілюструє ідею моделей, моделей поведінки, способи, за допомогою яких числа керують і Всесвітом, й нашим життям, нашою здатністю вирішувати речі, та розгадувати наші таємниці життя». Слоган цього епізоду — «Діо Ті Ама», що означає «Бог любить вас» італійською, замінюючи звичайну фразу «Істина поз межами досяжного». Звичайний рядок «Виконавчий продюсер: Кріс Картер» також перекладається італійською мовою: «Produttore Esecutivo: Chris Carter».
Ім'я Вікі Бердік походить від знайомого Крісу Картеру старшокласника. Картер відчув, що йому потрібно вбити персонажа «з любові». До кастингу Еллен Грін Картер вперше помітив її в мюзиклі «Магазинчик жахів» — демонструвався у Нью-Йорку та Лос-Анджелесі. Перша сцена, знята для персонажа Гріна, тривала «довгий день». Картер назвав її «тупиковою» і сказав, що вона відкрита для того, як він їй дав. Декор для цієї сцени був створений Тімом Степеком, декоратором серіалу протягом дев'ятого сезону. Пізніше Аннабет Гіш розповіла, що її діалоги було важко запам'ятати. Вона пояснила: "Я пам'ятаю, як вчила свої рядки і думала: «Боже мій. Я маю це запам'ятати. Це страшно. Це все як теорія фізики».
Берт Рейнольдс був обраний для «Неймовірного» після того, як висловив бажання знятися в епізоді «Секретних матеріалів» Роберту Патріку. Картер схвалив цю ідею і сказав Патріку, що він «напише щось хороше». Пізніше Картер зазначив, що «як молодий чоловік (Рейнольдс) для мене щось означав» і шанс виступити разом з ним був «сюрреалістичним». Після того, як Картер написав сценарій, він представив його Рейнольдсу на затвердження. Рейнольдс схвалив сценарій і погодився взяти участь у цьому епізоді. Пізніше Роберт Патрік зазначив, що Рейнольдс «чудово провів час, і йому подобалося працювати з усіма».
Фінальна сцена з обличчям Берта, накладеним на міський пейзаж, була створена керівником спецефектів Метом Беком. Єдиний фактичний кадр у сцені — це знімок карнавалу, який був знятий за допомогою знімального крана. Потім був створений міський пейзаж в CGI, який нагадував голову Берта Рейнольдса. Два знімки були поєднані разом, і ефект розмиття додали для «більшої правдоподібності». Була створена альтернативна версія сцени, в якій замість Рейнольдса зображена голова Кріса Картера. Ця версія була включена як бонусна функція в комплекті DVD дев'ятого сезону. Музику до епізоду, як і решти серіалу, написав Марк Сноу. Сноу створив велику частину музики в епізоді на платівках Карла Зеро, на прохання Картера. Пізніше Картер зазначив, що «я чув його музику, і вона була так далеко, й вона відповідала саме тому, що я хотів зробити, тому що я хотів відтворити щорічне свято в Маленькій Італії… Я хотів створити це фестиваль».
За словами Кріса Картера, вся ідея цього епізоду була про цифри і те, що «значимість чисел у нашому житті починається тут, на картковому столі, де гравцям роздають по одній роздачі». Він продовжив: «ідея полягає в тому, що всі ми маємо руки, генетичні руки і, можливо, навіть нумерологічні руки, які дають нам в основному інструменти, з якими ми маємо справу та/або використовуємо у своєму житті». Далі він заявив, що ідея полягала в тому, що це була «вільна воля і доля», продовжуючи, що доля була визначена нашою власною генетикою.
Лиходій з цієї історії, Божевільний Вейн, отримав погану руку в житті. Через свою ситуацію він «діє за своїми поганими імпульсами»; Картер пояснив: «Чи це доля, що стосується Вейна, персонажа, це те, що мені було цікаво дослідити тут. Як ми побачимо зі вступом у момент персонажа, який кидає все це під сумнів — Бога — ми. Я збираюся побачити, яке його місце у всьому цьому, або принаймні дослідити, яке відношення Берт Рейнольдс, який грає тут Бога, має до персонажа Вейна». Основна ідея цього епізоду полягала в тому, що «Бог знає всі цифри (тому що) вони його числа», і він викладає їх та «відповідає за велику гру». Таким чином, Бог у цьому епізоді «намагається показати (персонажам) гру» життя, яку потрібно «виграти чи програти». Прийнявши неправильні рішення, Вейн до кінця епізоду програв цю гру.

## Показ і відгуки
«Неймовірно» вперше вийшло в ефір у США 7 квітня 2002 року. Цей епізод отримав рейтинг Нільсена 5,1, що означає — його побачили приблизно 5,1 % домогосподарств країни. Його переглянули 5,38 мільйона домогосподарств і 9,1 мільйона глядачів
«Неймовірно» отримав переважно позитивні відгуки критиків. Джессіка Морган з «Телебачення без жалю» присудила епізоду оцінку «B+». Роберт Ширман і Ларс Пірсон у книзі «Хочемо вірити: критичний посібник з Цілком таємно, Мілленіуму і Самотніх стрільців» оцінили епізод на 4 зірки з п'яти та назвали сценарій «дуже дотепним». Вони написали, що «блиск режисури Кріса Картера дозволив глядачеві побачити цей епізод з точки зору Бога». Оглядачі дійшли висновку, що епізод «не такий розумний, як здається. Але він все одно досить розумний». М. А. Кренг у книзі «Заперечуючи правду: перегляд „Секретних матеріалів“ після 11 вересня», назвав цей епізод «дивним, але кумедним» і сказав, що центральна історія нумерології «здається, що цього недостатньо, щоб витримати цілий епізод».
«The Guardian» назвала «Неймовірно» одним із "13 найкращих епізодів «Секретних матеріалів». UGO Networks «Неймовірно» з Богом/Бертом назвав як один із «11 найкращих монстрів в X-Files», зазначивши, що «як уявляє його (творець серіалу Кріс Картер), Бог є доброзичливим божеством, яке постійно спонукає своїх істот дивитися на шаблони перед ними, щоб побачити загальний план, який він склав. Він приречений на провал, і він це знає, хоча це не заважає йому намагатися».

## Знімалися
| Актор             | Роль              |
| ----------------- | ----------------- |
| Роберт Патрік     | Джон Доггетт      |
| Джилліан Андерсон | Дейна Скаллі      |
| Аннабет Гіш       | Моніка Рейєс      |
| Берт Рейнольдс    | Барт              |
| Рей Маккіннон     | Мейд Вейн         |
| Джон Капелос      | Фордіс            |
| Еллен Грін        | Вікі Луїза Бервік |